# Bay of Kings
Bay of Kings is het zevende muziekalbum van de Britse musicus Steve Hackett.

## Geschiedenis
Hackett had er een zestal albums opzitten, toen hij het over een andere boeg wilde gooien. De (af en toe zware) symfonische rock werd ingewisseld door muziek op de klassieke akoestische gitaar, hier en daar begeleid door Nick Magnus en broer John Hackett. John Acock, die hem al eerder had bijgestaan, produceerde het album mede.
Charisma Records/Virgin Records, die de vorige albums had uitgebracht, zag niets in de ommezwaai van Hackett en weigerde het album uit te geven. Hackett kon het ten slotte uitgeven via een platenlabel dat gelieerd was aan het luxe automerk Lamborghini. Een slechte keus bleek achteraf, want dat platenlabel stopte alweer snel. Er zat voor Hackett niets anders op dan het in eigen beheer uit te geven en later via zijn eigen platenlabel Camino Records, met een drietal bonustracks.

## Hoes
Het originele hoesontwerp was van de toenmalige mevrouw Hackett, die onder eigen naam Kim Poor bleef werken. Het stelde Yemayá voor, een godin die zich onbewust was van haar eigen schoonheid. Dat zou gezien de ommezwaai wel passen bij dit album, al hadden de liefhebbers van symfonische rock daar een ander gevoel bij. Bij de heruitgave via Camino Records werd de hoes vervangen door Poors portret van Hackett zelf.

## Musici
- Steve Hackett – gitaar, toetsinstrumenten
- Nick Magnus – toetsinstrumenten
- John Hackett – dwarsfluit, toetsinstrumenten

## Muziek
Alle van Steve Hackett
| Nr. | Titel           | Duur |
| --- | --------------- | ---- |
| 1.  | Bay of kings    | 4:57 |
| 2.  | The journey     | 4:15 |
| 3.  | Kim             | 2:25 |
| 4.  | Marigold        | 3:37 |
| 5.  | St. Elmo’s Fire | 3:08 |

| Nr. | Titel           | Duur |
| --- | --------------- | ---- |
| 1.  | Petropolis      | 2:46 |
| 2.  | Second chance   | 1:59 |
| 3.  | Cast adrift     | 2:15 |
| 4.  | Horizons        | 1:47 |
| 5.  | Black light     | 2:32 |
| 6.  | The barren land | 3:46 |
| 7.  | Calmaria        | 3:23 |

"Second chance" was geschreven voor een televisieserie met Susannah York over een echtscheiding.